# Corps royal du génie
Le Corps royal du génie est un corps d'officiers-ingénieurs militaires créé par le roi Louis XVI en 1776.

## Les ingénieurs du roi
Les ingénieurs du roi sont les héritiers des maîtres maçons, maîtres charpentiers, architectes et ingénieurs royaux chargés des fortifications du royaume. L'un des plus anciens connus est Raymond du Temple, maître maçon du roi pour Charles V et de Charles VI et qui a travaillé sur la nouvelle enceinte de Paris et participant au Conseil royal pour l'élaboration des plans de défense du royaume.
Les ingénieurs du Roi dépendirent d'abord de la surintendance des fortifications (créée en 1543) puis du département des fortifications. Ils formèrent un corps à part en 1690, qui fut notamment commandé par le maréchal de Jaunay et rattaché aux écoles d'artillerie du Royaume.  
En France, au XVIIe siècle, on désignait par l'expression «ingénieurs du Roi», des officiers chargés du soin de veiller à la construction et à l'entretien des fortifications du royaume et de la conduite des sièges. Ces emplois furent créés en 1602. L'organisation du service des fortifications est fixé par le règlement de 1604. Sous Henri IV, il y a douze ingénieurs du roi. Il y a une cinquantaine de personnes sous le règne de Louis XIII.

## Création de l'école royale du génie de Mézières
C'est l'ordonnance du 7 février 1744 qui officialisa l'usage du terme génie pour désigner le corps des ingénieurs du Roi. En 1748 une école royale du génie fut ouverte à Mézières. Une ordonnance du 8 décembre 1755 réunit l’artillerie avec le génie en créant le « corps royal de l’artillerie et du génie ». Cette réunion fut de courte durée puisqu'une ordonnance royale du 5 mai 1758 sépara le corps du génie de celui de l’artillerie en créant le « corps des ingénieurs » qui devint en 1762 le « corps du génie », formé d'officiers dénommés « ingénieurs du Roi ». 

## Le corps royal du génie
L'ordonnance du 31 décembre 1776 donna un véritable statut militaire aux ingénieurs du Roi en créant le « corps royal du génie », un corps d'officiers-ingénieurs militaires. À la tête du corps royal du génie se trouvaient : 
- le directeur des plans en relief et des ouvrages de la Bastille ;
- un directeur du génie, amovible, près le secrétaire d'État de la guerre;
- douze directeurs, maréchaux de camp, dans des villes différentes, auxquels étaient attachés un ingénieur-géographe en premier et en second ;
- vingt et un colonels chef des brigades. Chaque brigade était composé du chef de brigade, d'un sous-brigadier, d'un major, de quatre capitaines en premier, de cinq capitaines en second et de trois lieutenants en premier. Sous leurs ordres opéraient les officiers ingénieurs en chef et ingénieurs ordinaux répartis dans les cent cinquante places principales.

C'est l'arrêté du 10 octobre 1801 qui créa l'arme du génie en donnant aux officiers du génie des unités spécifiques, encadrées par un corps de sous-officiers, composées de sapeurs et de mineurs. L'arme du génie fut commandée par un état-major ayant à sa tête un premier inspecteur général, assisté de six inspecteurs généraux.
Le corps royal du génie fut réorganisé par l'ordonnance du 6 septembre 1815 en trois régiments, auxquels s'ajoutèrent une compagnie d'ouvriers du génie et un train du génie. Chacun des trois régiments se composa d'un état-major, de deux bataillons et d'un cadre de campagne comme dépôt. Les bataillons avaient une compagnie de mineurs et cinq de sapeurs. Le train du génie comprit l'état major d'un escadron et deux compagnies. La force totale des troupes du corps royal du génie était de 2300 dont 220 officiers, se répartissant en 2166 pour les trois régiments, 56 pour la compagnie d'ouvriers et 78 pour le train de génie.